# Музей русской иконы
Музей русской иконы — первый в Москве и второй в России частный музей русской иконы. Создан по инициативе предпринимателя и мецената, владельца компании «Плаза девелопмент» Михаила Абрамова (1963—2019). Открыт в мае 2006 года в Москве. В настоящее время музей находится в центре Москвы на Гончарной улице. Собрание насчитывает около 5000 единиц хранения.
Музей существует только на средства его основателя и не ведёт какой-либо коммерческой деятельности. Посещение, экскурсии, а также лекции и концерты проходят исключительно на бесплатной основе.

## О музее

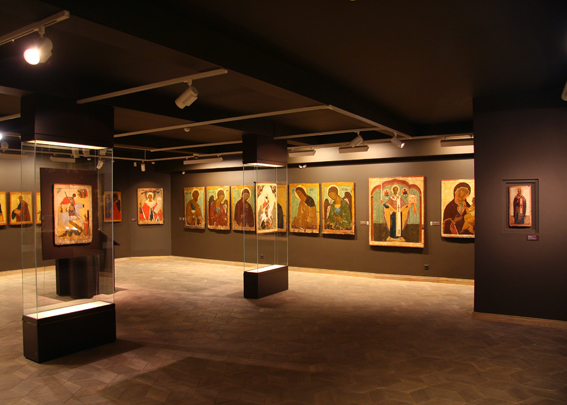
Зал русской иконописи XIV—XVI веков. Музей русской иконы

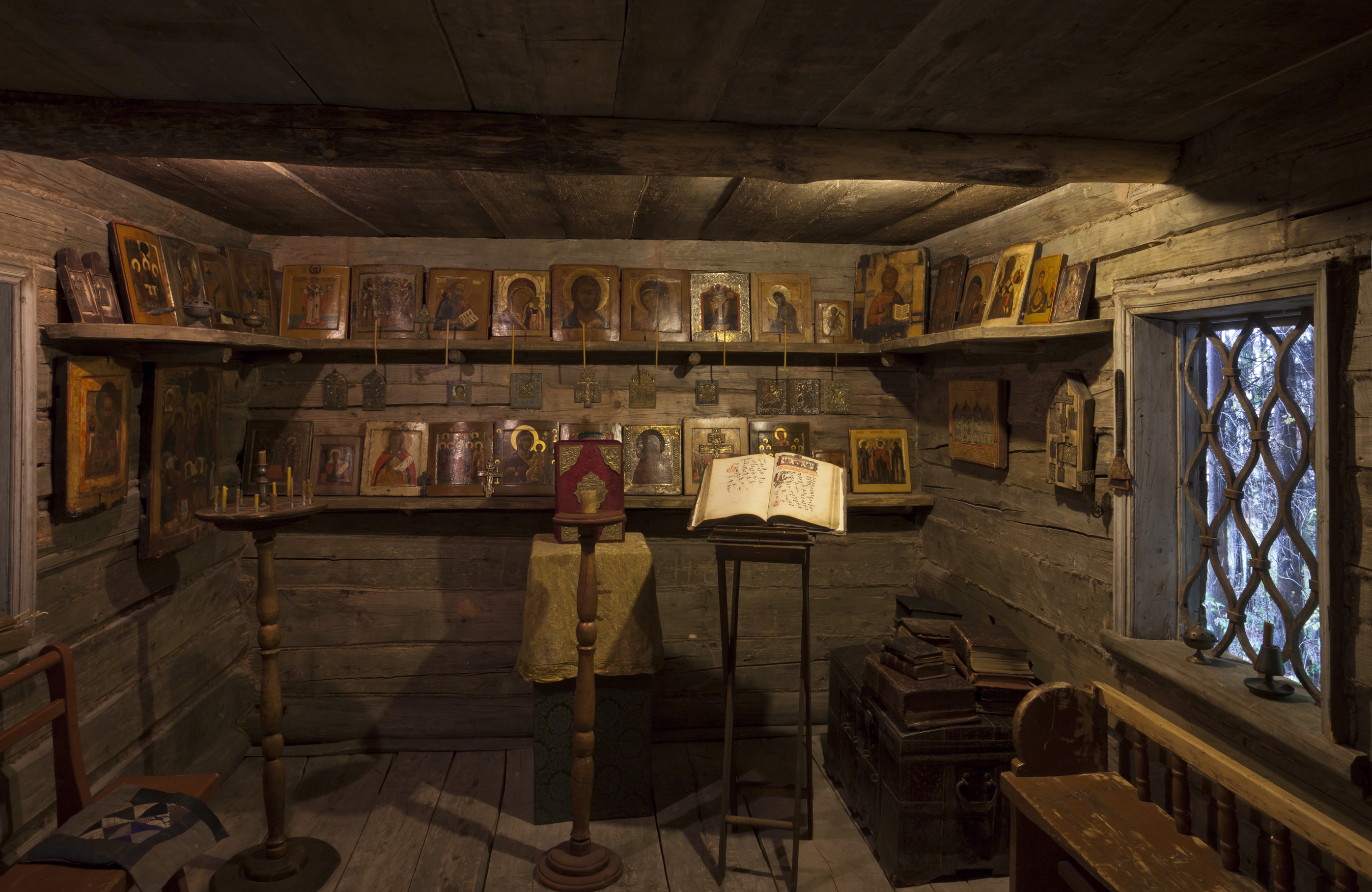
Старообрядческая моленная, перевезённая и воссозданная в стенах Музея русской иконы

Музей русской иконы создан по инициативе предпринимателя и мецената Михаила Абрамова. Открытие музея состоялось в мае 2006 года. Первоначально Музей русской иконы размещался в одном из залов бизнес-центра «Верейская плаза» на западе Москвы. Параллельно шла активная работа по реконструкции и подготовке основного здания музея.
Реконструкция переданного музею здания в центре Москвы, на Гончарной улице закончилась в 2010 году; два доходных дома, прежде находившихся в аварийном состоянии, были укреплены, полностью отреставрированы и превращены в современный музейный комплекс, объединённый стеклянным атриумом. Новое здание музея было торжественно открыто 25 января 2011 года. Церемонию открытия возглавил министр культуры Российской Федерации Александр Авдеев. С открытием нового здания Музей расширился не только экспозиционными залами, но и помещениями для хранения памятников, их научного изучения, каталогизации, реставрации, технико-технологического исследования, что обусловило создание специальной реставрационной мастерской и научно-каталогизационных отделов.
С момента своего открытия Музей русской иконы заслужил широкое общественное и профессиональное признание. К примеру, Музей русской иконы стал первым русским частным собранием, принятым в Международный совет музеев при ЮНЕСКО (ICOM).

## Основатель музея
Михаил Юрьевич Абрамов родился 12 октября 1963 года в Москве. Детство прошло внутри Бульварного кольца. В 1982—1984 годах служил в Советской армии на Кольском полуострове. С 1985 года занимался предпринимательской деятельностью. С 1991 года работал в компании «ИНГОССТРАХ» (строительство зданий в Москве). С 2003 года начал коллекционировать и изучать древние иконы. 26 мая 2006 года открыл «Частный музей русской иконы» и учредил благотворительный фонд с тем же названием.

Созданный Абрамовым музей смог получить общественное и государственное признание. В работе Музея русской иконы принимали участие лучшие отечественные ученые и специалисты. Выставочная и издательская деятельность Музея русской иконы вызвала высокую оценку и интерес со стороны научного сообщества.

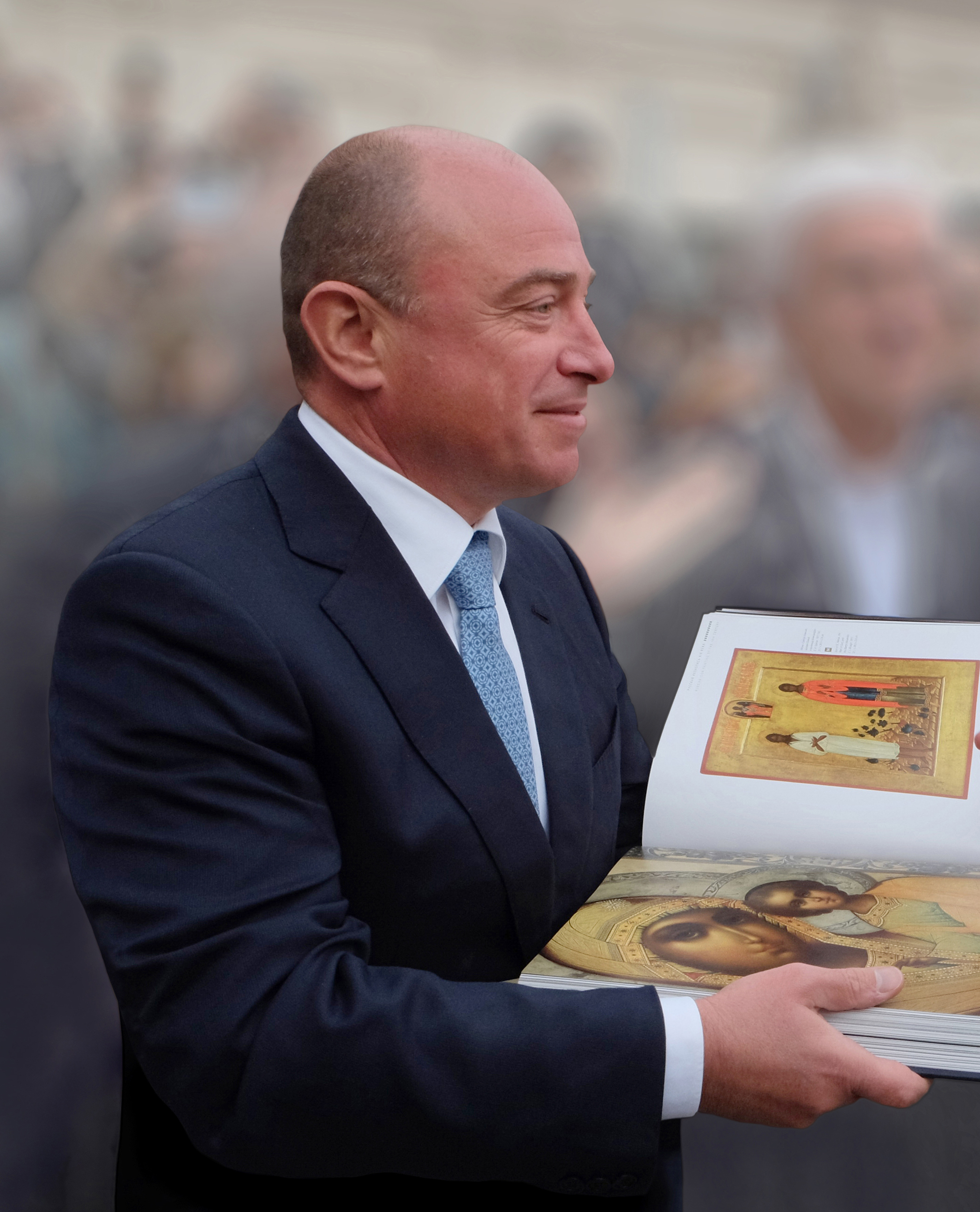
Основатель Музея русской иконы Михаил Абрамов

Меценат не просто собирал иконы, но старался приобрести их на Западе (в антикварных салонах, у частных коллекционеров, на аукционах) для того, чтобы вернуть их в Россию. Основой своей деятельности Абрамов видел возвращение икон в Россию и объединение под одной эгидой собирателей, знатоков и ценителей иконы, безвозмездное ознакомление широкого круга людей с лучшими образцами русской иконописи и восточно-христианского литургического искусства.
20 августа 2019 года Михаил Абрамов погиб в катастрофе вертолёта в Греции около острова Порос.

## О коллекции

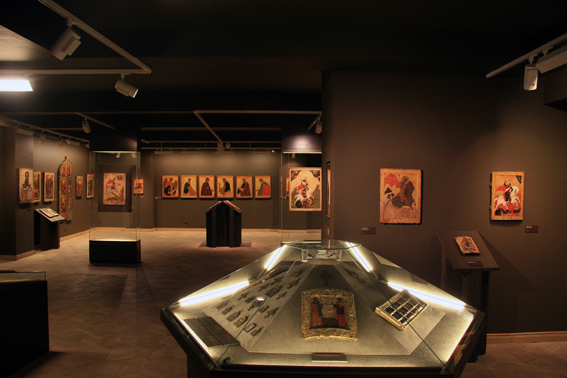
Зал русской иконописи XIV—XVI вв. Музей русской иконы.

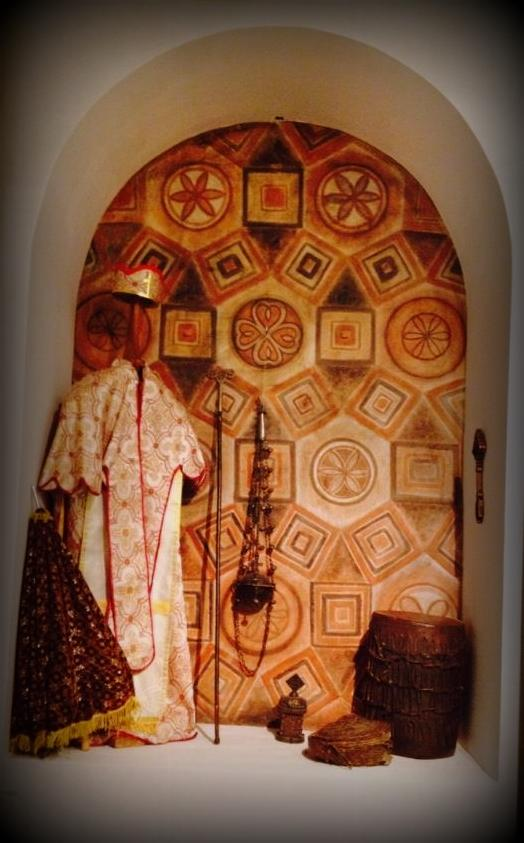
Зал христианского искусства Эфиопии. Музей русской иконы.

Коллекция насчитывает около 5000 экспонатов, из них почти 1000 икон (на май 2015 года).
Основу собрания составляют памятники русской иконописи XIV—XX столетий (до начала XX в. включительно). Помимо достаточного числа древних произведений, некогда создававшихся в крупнейших центрах Руси (Москве, Новгороде, Ростове, Твери, Рязани, в Поволжье — Ярославле, Костроме, Нижнем Новгороде, на русском Севере), предметом особой гордости является целый комплекс древних псковских икон XV—XVI вв. Отдельное направление в формировании музейной коллекции представляют иконы с архитектурным фоном (XVII—XX вв.).
Помимо памятников русской иконописи, рукописных книг, предметов декоративно-прикладного искусства (шитья, резьбы), собрание Музея русской иконы включает следующие разделы:
- Позднеантичные и раннехристианские памятники.
- Собрание византийского прикладного искусства (V—XIV вв.).
- Собрание греческой поствизантийской иконописи (XV—XVIII вв.), включающее целый резной иконостас рубежа XVII—XVIII вв. с комплексом из 19 икон.
- Крупнейшую в России и одну из крупнейших в мире коллекций христианского искусства Эфиопии, в состав которой входит более 2500 памятников (процессионные, наперсные и священнические кресты, иконы, рукописные книги и свитки, богослужебная утварь, облачения, оружие, музыкальные инструменты).

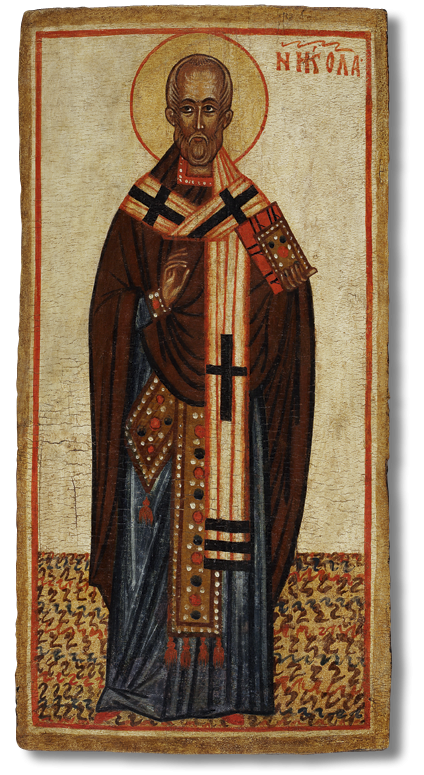
Святой Николай, архиепископ Мирликийский. — (Середина—третья четверть XIV века. Ростов (Поонежские земли)
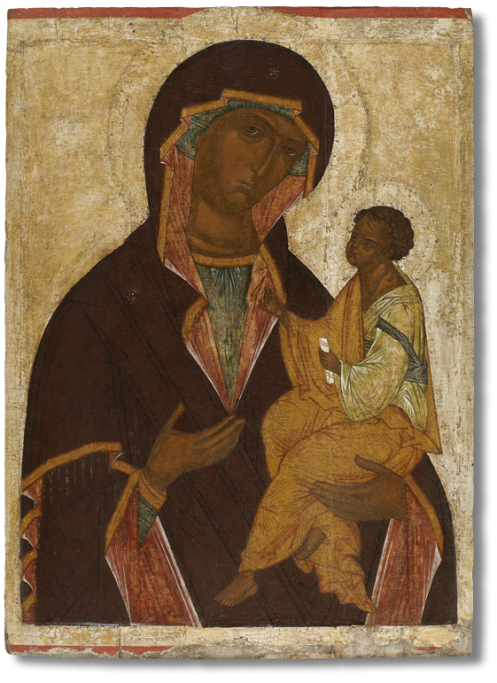
Богоматерь Одигитрия (Грузинская). — (Конец XV века. Новгород).
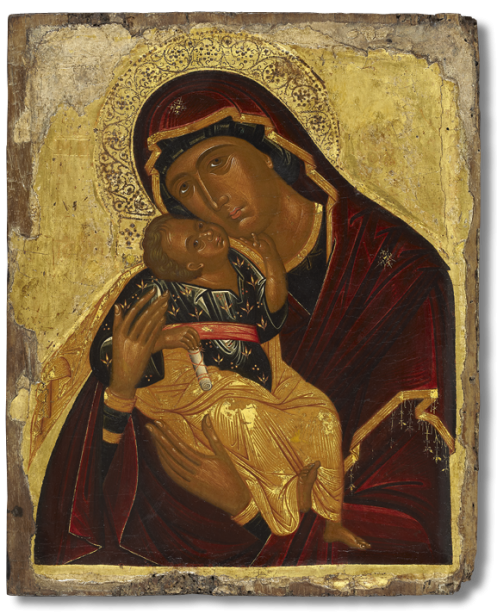
Богоматерь Гликофилуса (середина XV века. Крит. Мастерская Ангелоса Акотантоса).
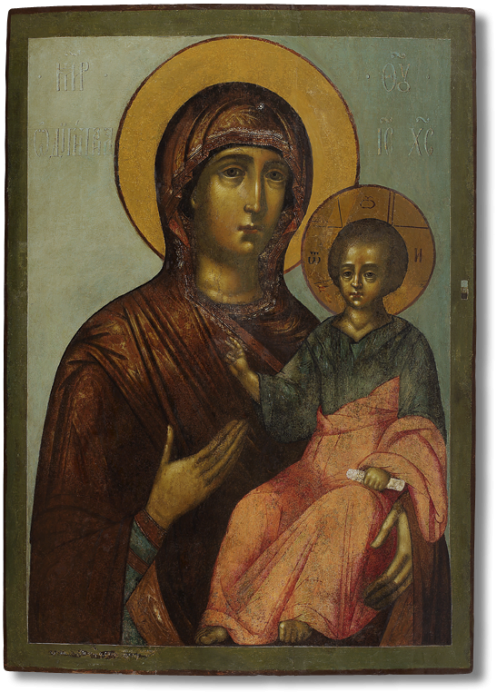
Богоматерь Одигитрия. Симон Ушаков с учеником (Георгий Зиновьев?). Москва, 1675—1678 гг.
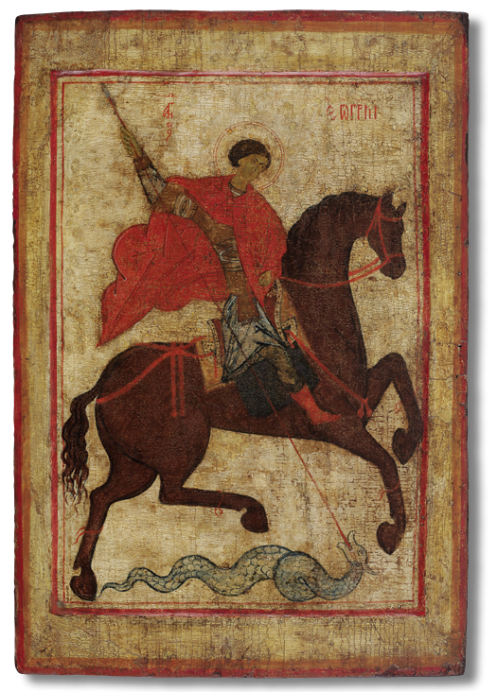
Чудо Георгия о змие (Последняя четверть—конец XIV века. Ростовские земли).
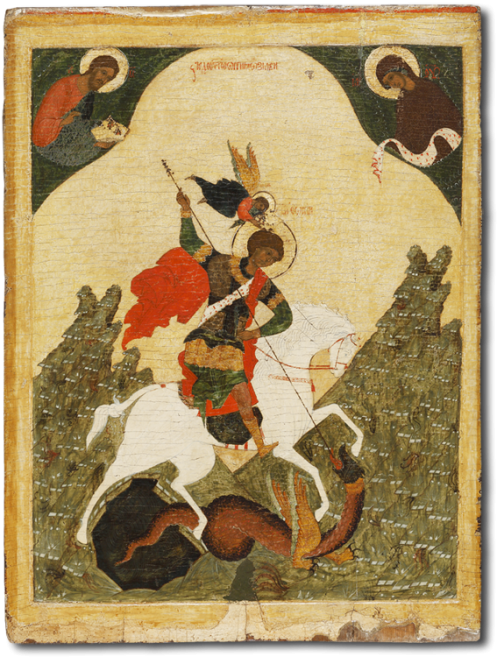
Чудо Георгия о змие (Чудо Георгия о змие, 1520—1530-е гг. Новгород).
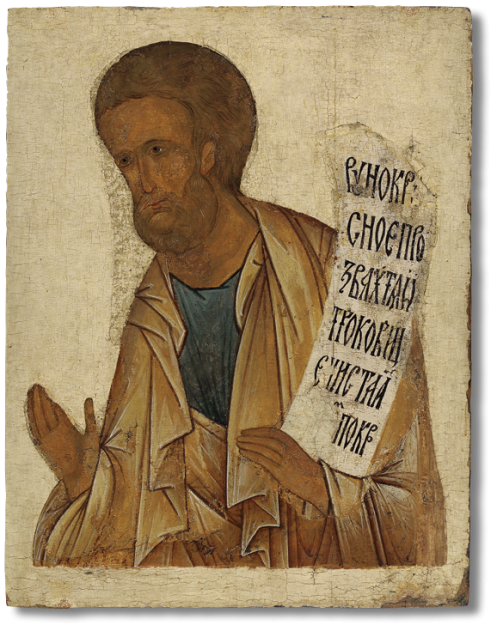
Пророк Гедеон (Вторая четверть XV века. Москва).
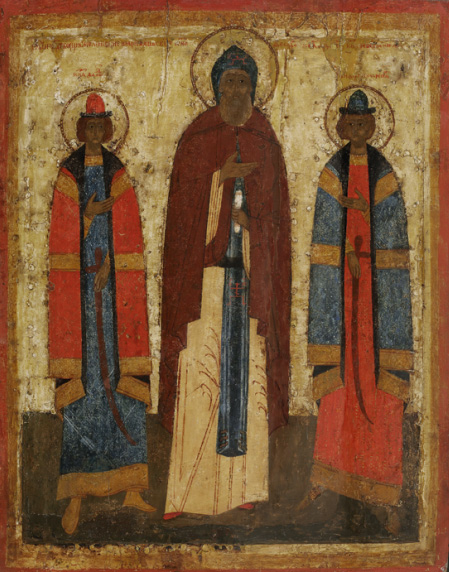
Святые Благоверные князья Ярославские Фёдор, Давид и Константин (конец XV в., Ростовские земли, Ярославль (?).
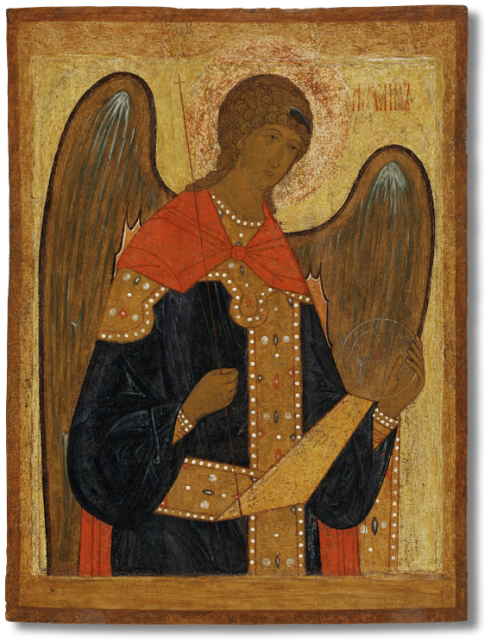
Архангел Михаил, икона деисусного чина (конец XV-начало XVI вв., Ростов). Музей русской иконы.
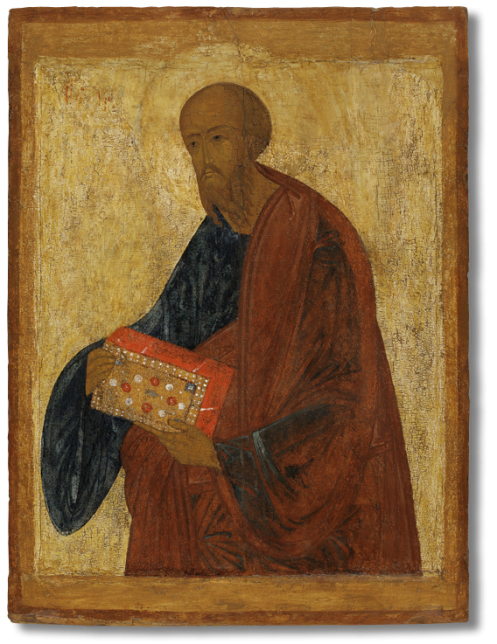
Апостол Павел, икона деисусного чина (конец XV-начало XVI вв., Ростов). Музей русской иконы.
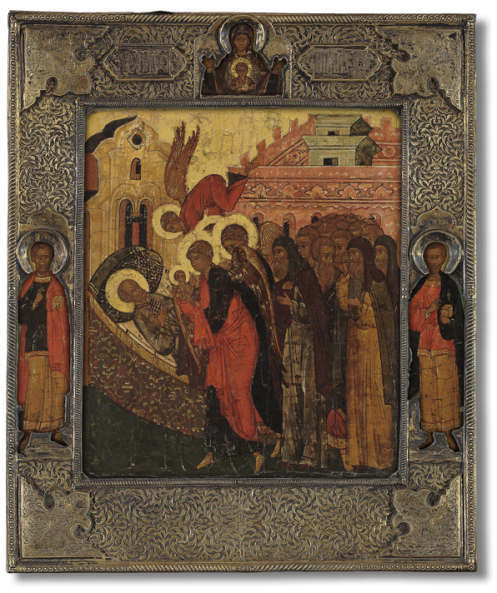
Успение святого Николая, с образом Богоматери Знамение и мучениками Косьмой и Дамианом на полях. (Мастер — Соболь Иван Яковлев. 1580-е гг. Москва. Оклад: 1827 год. Москва).
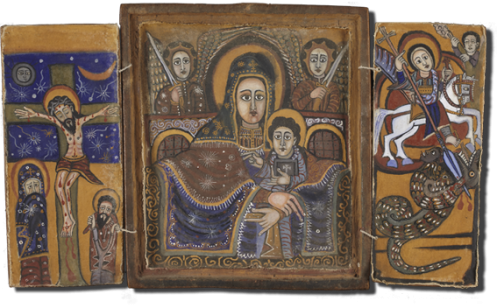
Эфиопский складень-триптих. Распятие. Богоматерь с Младенцем. Чудо Георгия о змие. — (Рубеж XVIII—XIX вв. Гондэр, Эфиопия).
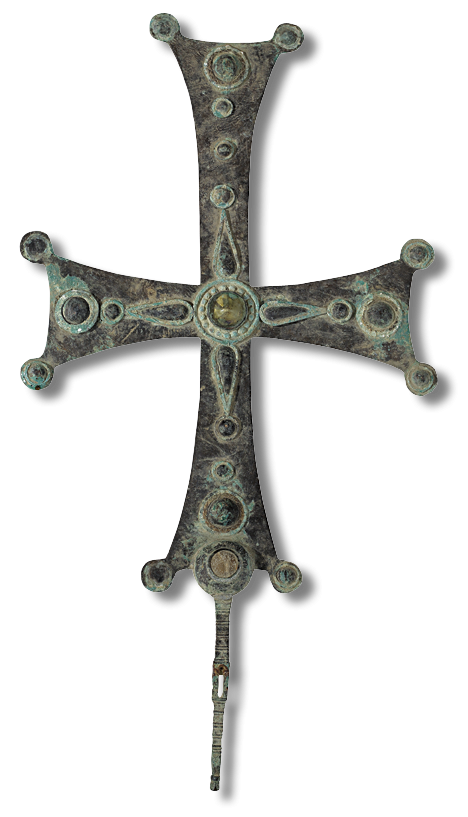
Крест выносной с двумя реликвариями (X—XII вв., Византия).
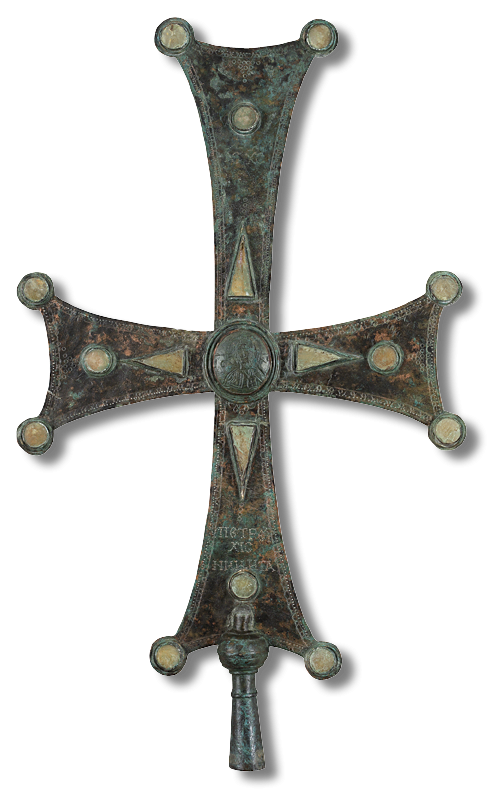
Крест выносной. (XI—XII вв., Византия).
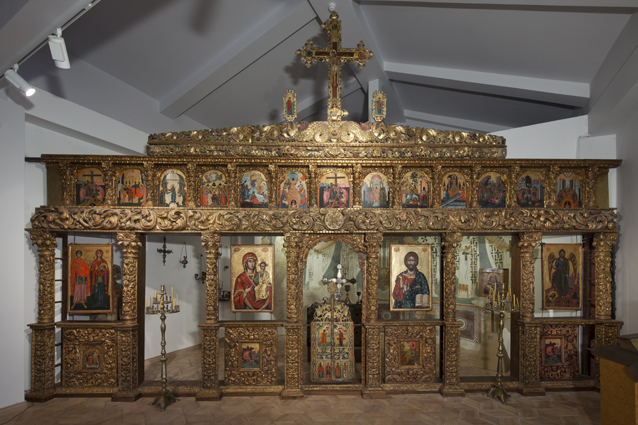
Греческий резной иконостас (конец XVII-начало XVIII вв. Ионические острова).
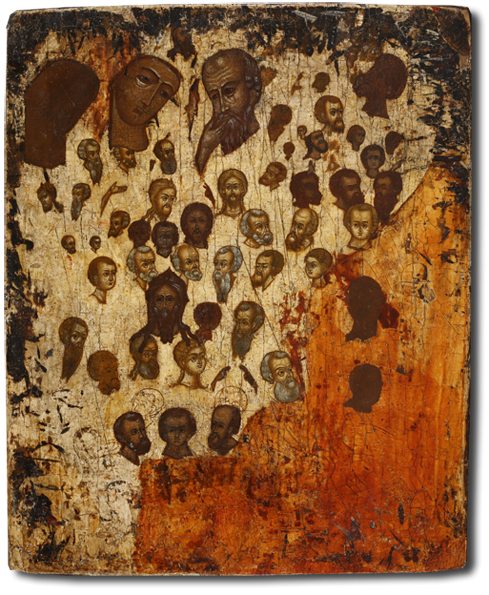
Икона ученическая. — Вторая половина XIX в., Мстёра.

## Памятники, возвращённые Абрамовым и Музеем русской иконы в Россию
Приоритетным направлением в формировании и пополнении собрания Музея русской иконы является поиск и возвращение в Россию тех произведений древнерусского искусства, которые ранее были вывезены и проданы за рубеж советской властью или частными лицами. На сегодняшний день в собрании музея несколько сотен возвращенных памятников. Более того,19 ранее утраченных памятников XVI—XVII вв. были найдены, выкуплены и безвозмездно переданы Музеем русской иконы в государственные региональные музеи (Великоустюгский музей-заповедник, Ростовский Кремль, Муромский историко-художественный музей, Устюженский краеведческий музей).
Среди возвращённых памятников:

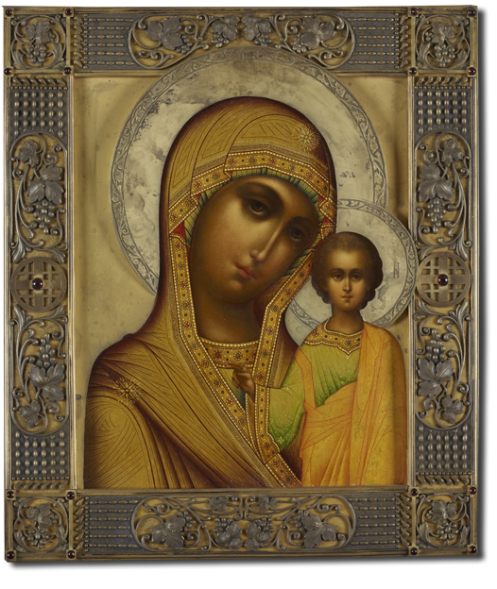
Богоматерь Казанская.(Начало XX века. Мстёра. Мастерская В. П. Гурьянова. Оклад: Д. Л. Смирнов. 1908—1917 год. Москва). Музей русской иконы.
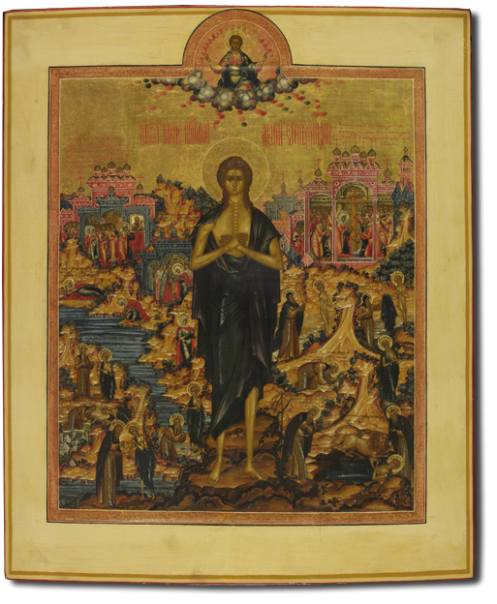
Святая Мария Египетская, с житием (последняя четверть – конец XVIII века. Палех). Музей русской иконы.
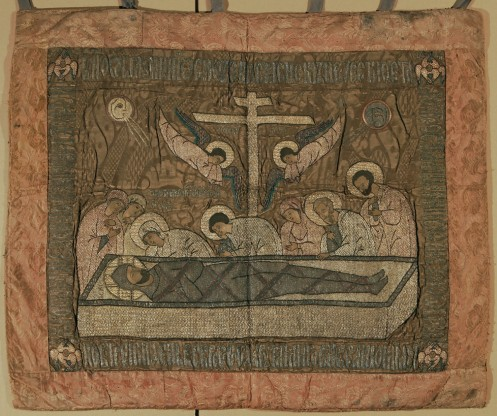
Воздух (Конец XVI в., Москва (?)). Музей русской иконы.
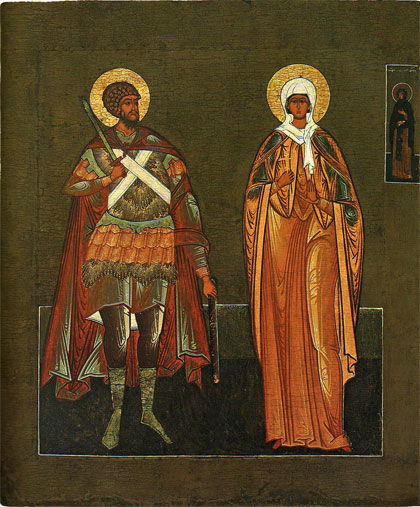
Святой Феодор Стратилат и мученица Ирина, с преподобной Феодосией на полях. (1580–1590-е гг. Москва. Царские мастерские). Музей русской иконы.
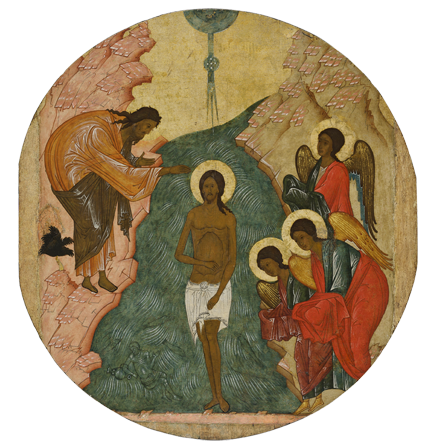
Богоявление (Москва, 1520-1530-е гг.). Музей русской иконы.
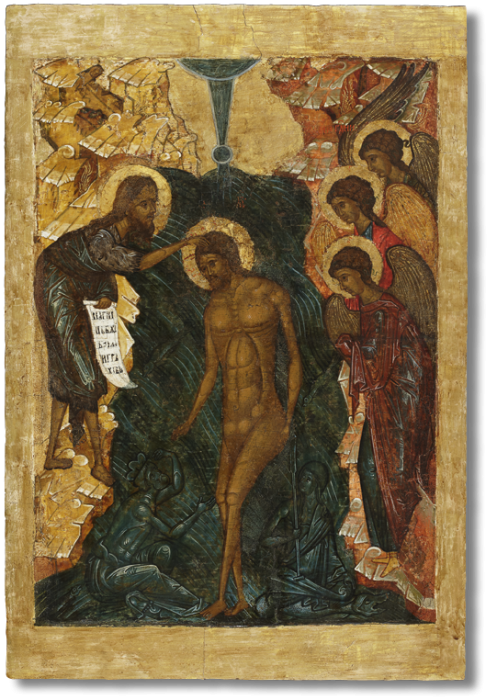
Богоявление (Псков, 1530-е гг.). Музей русской иконы.
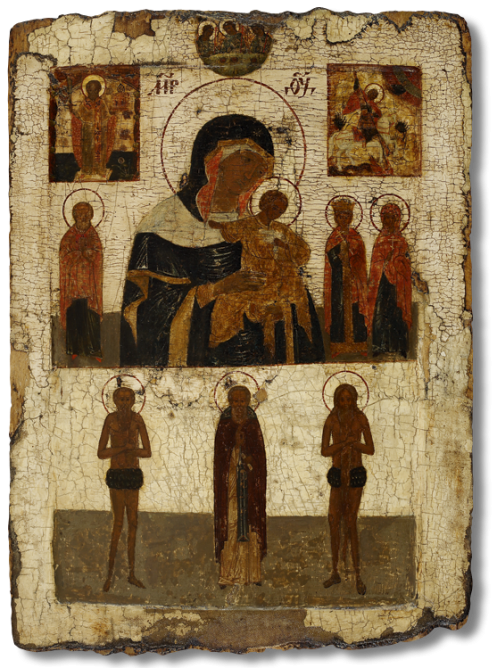
Богоматерь Коневская, святитель Николай Мирликийский, Чудо святого Георгия о змие, избранные святые (Первая половина (треть ?) XVI века. Ростовские земли). Музей русской иконы.
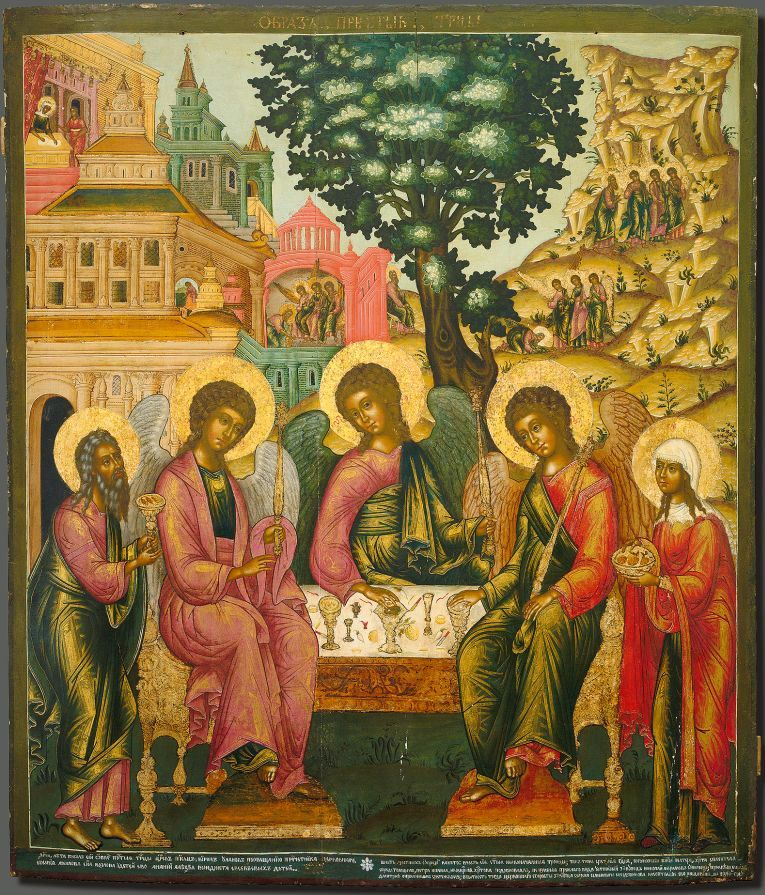
Троица Ветхозаветная. (Кирилл Уланов, Москва, 1697 г.). Икона выкуплена М.Ю. Абрамовым по просьбе государства и безвозмездно передана в Устюженский краеведческий музей.
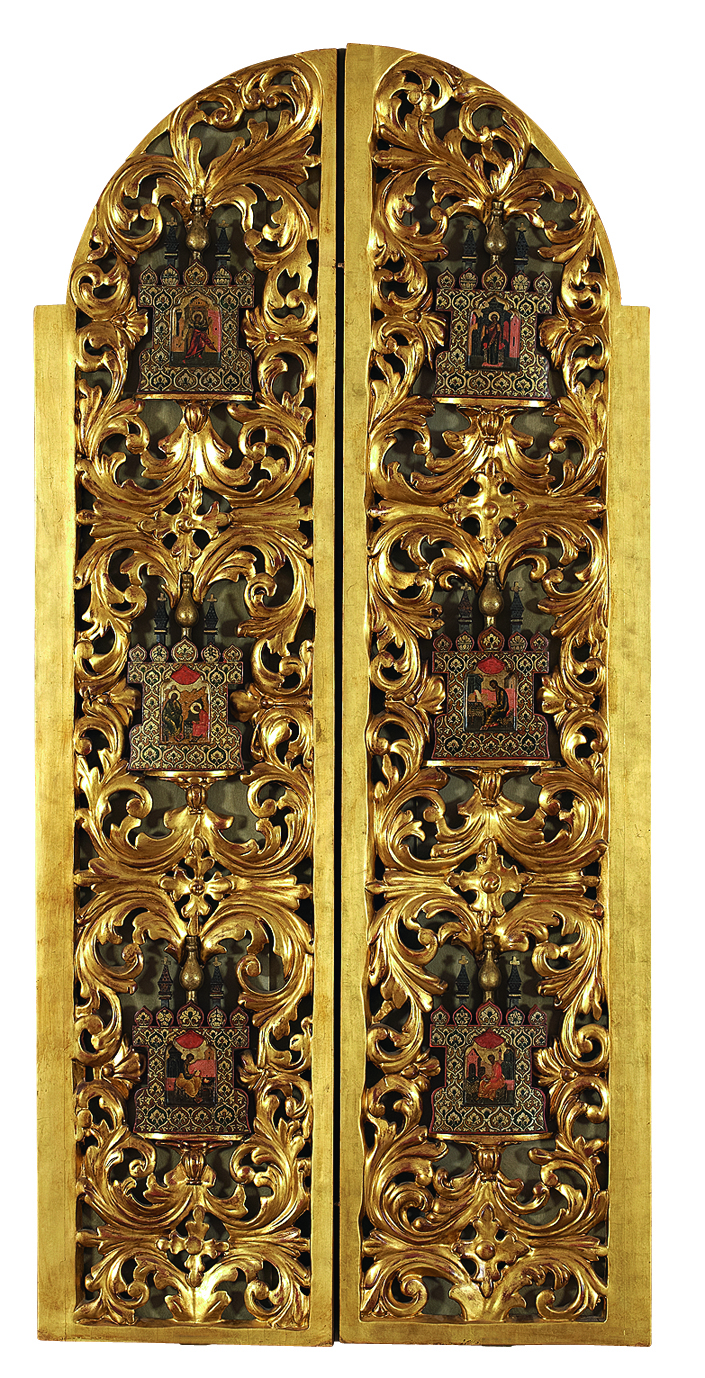
Киотцы с царских врат Никольского придела Благовещенской деревянной церкви г. Данилова Ярославской губернии (Ростовские земли, 1652 г.). Памятник, безвозмездно передан Музеем русской иконы в Государственный Музей-заповедник "Ростовский Кремль" в 2013 г.

## Выставки

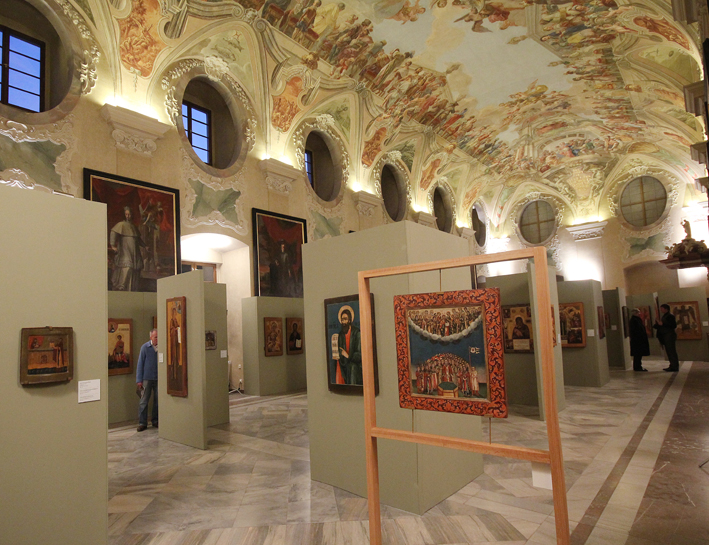
Выставка «В начале было Слово…» в Страговском монастыре (Прага, 2014 г.)

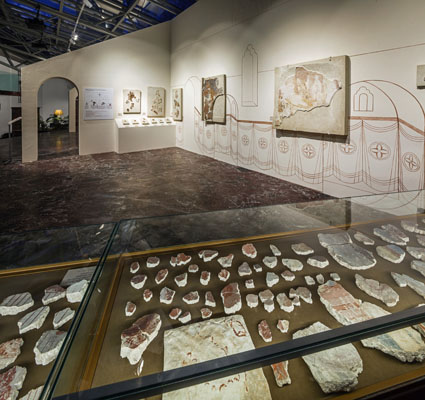
Выставка «Стенное письмо строения великих князей Тверских». Фрески XV в. из церкви Рождества Пресвятой Богородицы в селе Городня. (Музей русской иконы, Москва, февраль 2015 г.)

С момента своего открытия, Музей русской иконы стал организатором и участником целого ряда крупных международных выставочных проектов. Памятники из собрания Музея русской иконы экспонировались в Государственной Третьяковской галерее, ГМИИ им. Пушкина, в Центральном музее древнерусского искусства и культуры им. Андрея Рублёва, в замке Сант-Анжело в Риме, в Страговском монастыре Праги, в Братиславском граде, в Кирилло-Белозерском монастыре и Ферапонтово.
Среди международных выставок, организованных Музеем русской иконы:
- «Русская икона XV—XX вв.» (Замок Сан-Анжело, Рим, 2011 г.).
- «В начале было Слово…» (Музей русской иконы, Москва 2013; Братиславский град, Братислава, 2013—2014 гг.; Страговский монастырь, Прага, 2014 г.).
- «Канон и диалог. Византийская традиция сквозь века» (Страговский монастырь, Прага, 2015 г.).

В России Музей русской иконы организовал следующие выставочные проекты:
- «Возвращенное достояние» (Государственная Третьяковская галерея, Москва,2008 г.).
- «Шедевры русской иконописи XIV—XVI вв. из частных собраний» (Музей личных коллекций ГМИИ им. Пушкина, Москва, 2009).
- «Русская икона XV—XX веков из собрания Частного музея русской иконы» (Академия управления МВД России).
- «Умозрение в красках». (Центр изящных искусств на Волхонке, Москва, 2011—2012 гг.).
- «В начале было Слово…» (Музей русской иконы, Москва, 2013 г.).
- «Дымковские праздники. Иконы церкви Димитрия Солунского в Великом Устюге». (Музей русской иконы, Москва, 2013).
- «Дмитрий Федорин. Творчество длинною в жизнь». (Музей русской иконы, Москва, 2014 г.).
- «Протоиерей Александр Мень — художник». (Музей русской иконы, Москва, 2014 г.).
- «Золотой век русской иконописи». (Государственная Дума ФС РФ, 2015 г.).
- «Стенное письмо строения великих князей Тверских. Фрески церкви Рождества Богородицы в Городне». (Музей русской иконы, 2015 г.).
- «Отблески Византии. Греческие иконы и византийские древности из частных собраний». (Музей русской иконы, 2015 г.).
- «Симон Ушаков — царский изограф». (Государственная Третьяковская галерея, 2015 г. Совместный проект Государственной Третьяковской галереи и Музея русской иконы).
- «Служение красоте. Древнерусское и народное искусство из собрания Воробьевых». (Музей русской иконы, 2015 г.).
- «Икона Святой Троицы царского изографа Кирилла Уланова». (Музей русской иконы, 2015 г.).
- «Белоликие образы горнозаводского Урала: три века невьянской иконы» («Невьянская икона», 2018)[12][13]
- «Россия в ее иконе». Частная коллекция Игоря Сысолятина (Музей русской иконы, Москва, 2022 г.)

## Документальный фильм
- «Хранители красоты русской иконы» — это документальный фильм о двух поколениях русских собирателей икон: коллекционеров советской поры и коллекционеров нашего времени, первая попытка осмыслить их роль в деле сохранения культурного достояния России и значение отечественного частного собирательства. Режиссёр Н. Цирлина. Автор сценария: Дмитрий Шубиц. Продюсер М. Абрамов. Автор идеи Н. Задорожный. 2009 год. 45 мин.